# Brvnište
Brvnište (maďarsky Boronás, před rokem 1899 Brnovistye) je obec na Slovensku v okrese Považská Bystrica. Žije zde přibližně 1 200 obyvatel.

## Poloha
Obec se rozprostírá na březích potoka Papradnianka v Papradnianské dolině. Na severu ves sousedí s obcí Papradno, na jihu s obcí Stupné, východní strana katastru hraničí se Štiavnikem a ze západu je Brvnište obklopováno vesnicí Hatné.

## Historie

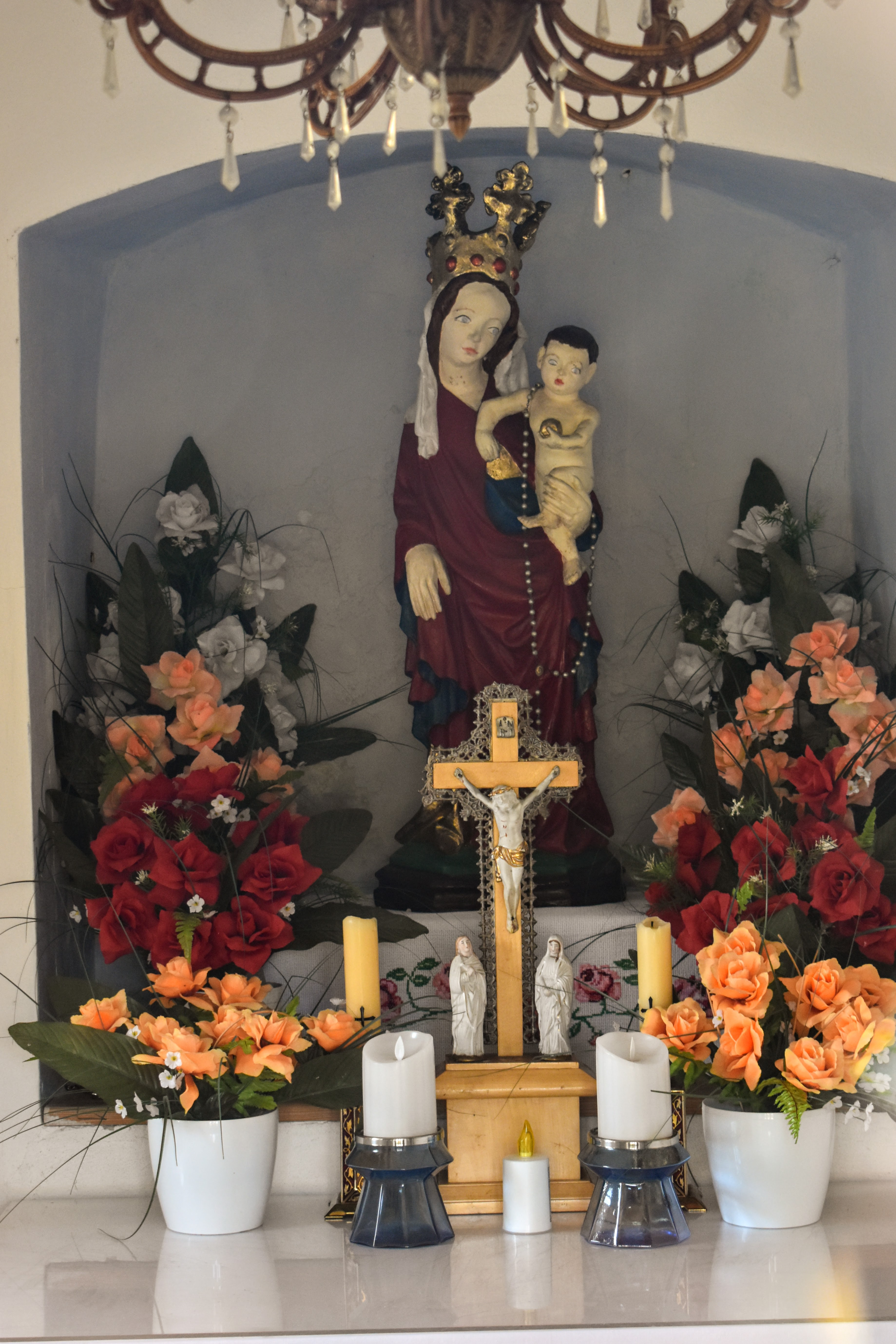
Plastika Panny Marie s Ježíškem z 18. století ve hřbitovní kapli

Na katastru obce byl nalezen poklad z mladší doby bronzové, obsahující např. sekery, srpy, fragmenty kopí či kladivo, jehož stáří je datováno do 10. století př. n. l. Další archeologické nálezy dokládají přítomnost púchovské kultury (1. století n. l.) a středověkých Slovanů (9. století). První písemná zmínka o Brvništi pochází až z roku 1598, kdy byla ves součástí bytčanského panství, jež náleželo hlavnímu oravskému županovi a pozdějšímu uherskému palatinovi Jiřímu Turzovi. Duchovní správa sídlila v Jasenici, od roku 1734 pak v Papradne. Obyvatelstvo se zabývalo především zemědělstvím, výrobou předmětů ze dřeva či košíkářstvím. 
Během 19. století v obci vyrostly mlýny a pily na vodní pohon. Roku 1873 byla v obci založena škola, jejímž prvním kantorem se stal Mikuláš Lovíšek z Považské Bystrice. Nová škola byla zbudována v roce 1908 a v průběhu 20. století prošla několika přestavbami.

## Památky a dominanty obce
- Filiální kostel Nejsvětějšího Srdce Ježíšova - z roku 1996, základní kámen posvětil papež Jan Pavel II.
- Stará škola - roubený objekt z roku 1873, sloužící jako obecní muzeum.[5]
- Pomník obětí, padlých ve Slovenském národním povstání.
- Hřbitovní kaple se zvonicí - z 19. století. Uvnitř kaple je dřevěná plastika Panny Marie s Ježíškem z 18. století.